# 切斯特城堡
切斯特城堡（英語：Chester Castle）是位於英國英格蘭柴郡城市切斯特的一座城堡。位於切斯特城牆內區域的西南部地區。現在保留的城堡建築修建於1788年至1813年期間。城堡中新古典主義建築的部分現在被用作法院和軍事博物館。博物館和中世紀時期的城堡遺址則是觀光景點。

## 外部連結
- A history of the castle part 1 （页面存档备份，存于）
- A history of the castle part 2 （页面存档备份，存于）
- English Heritage site showing one of the frescos （页面存档备份，存于）